# Cagiva

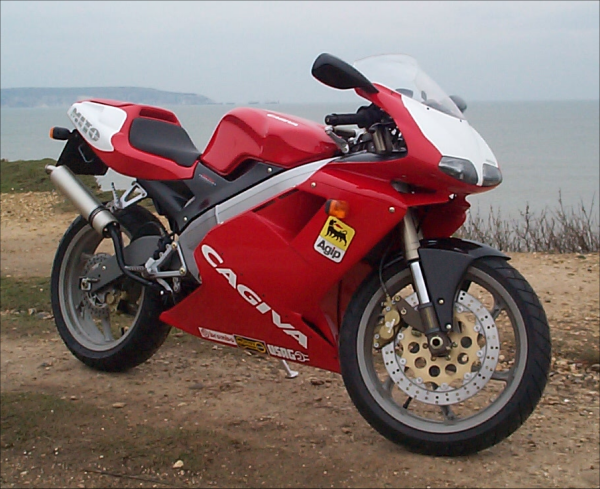
Cagiva Mito Evo

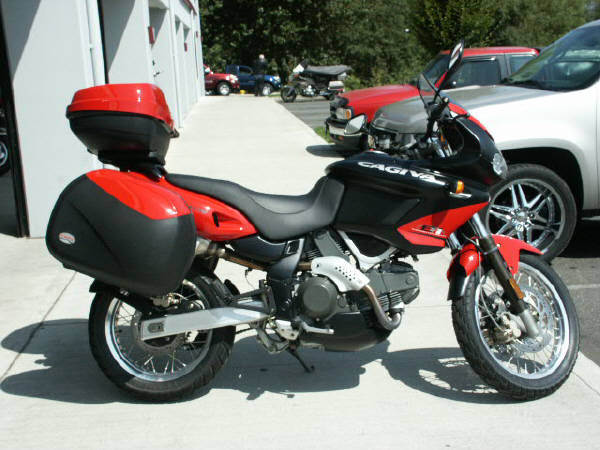
Cagiva 900 Gran Canyon

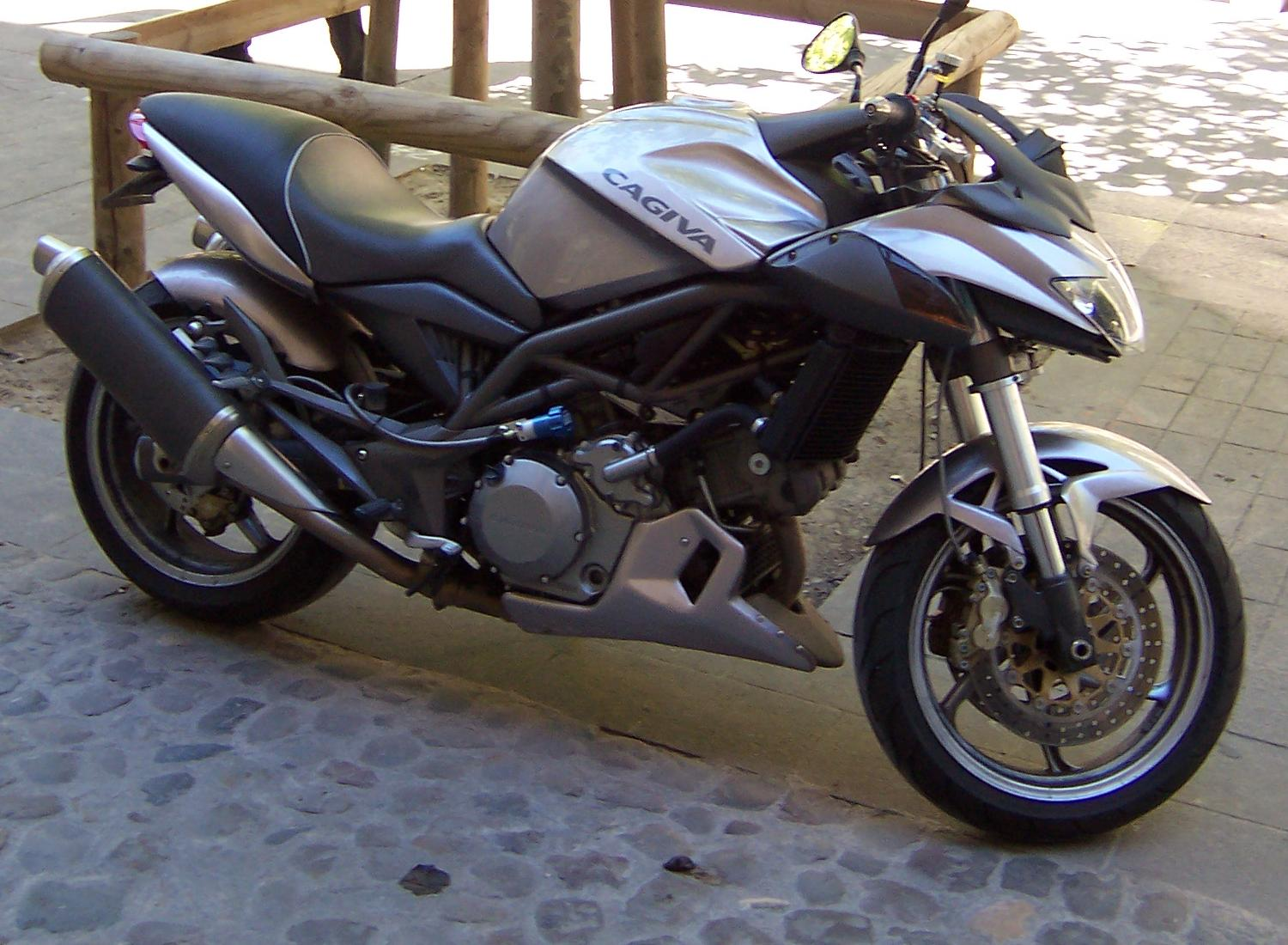
Cagiva V-Raptor

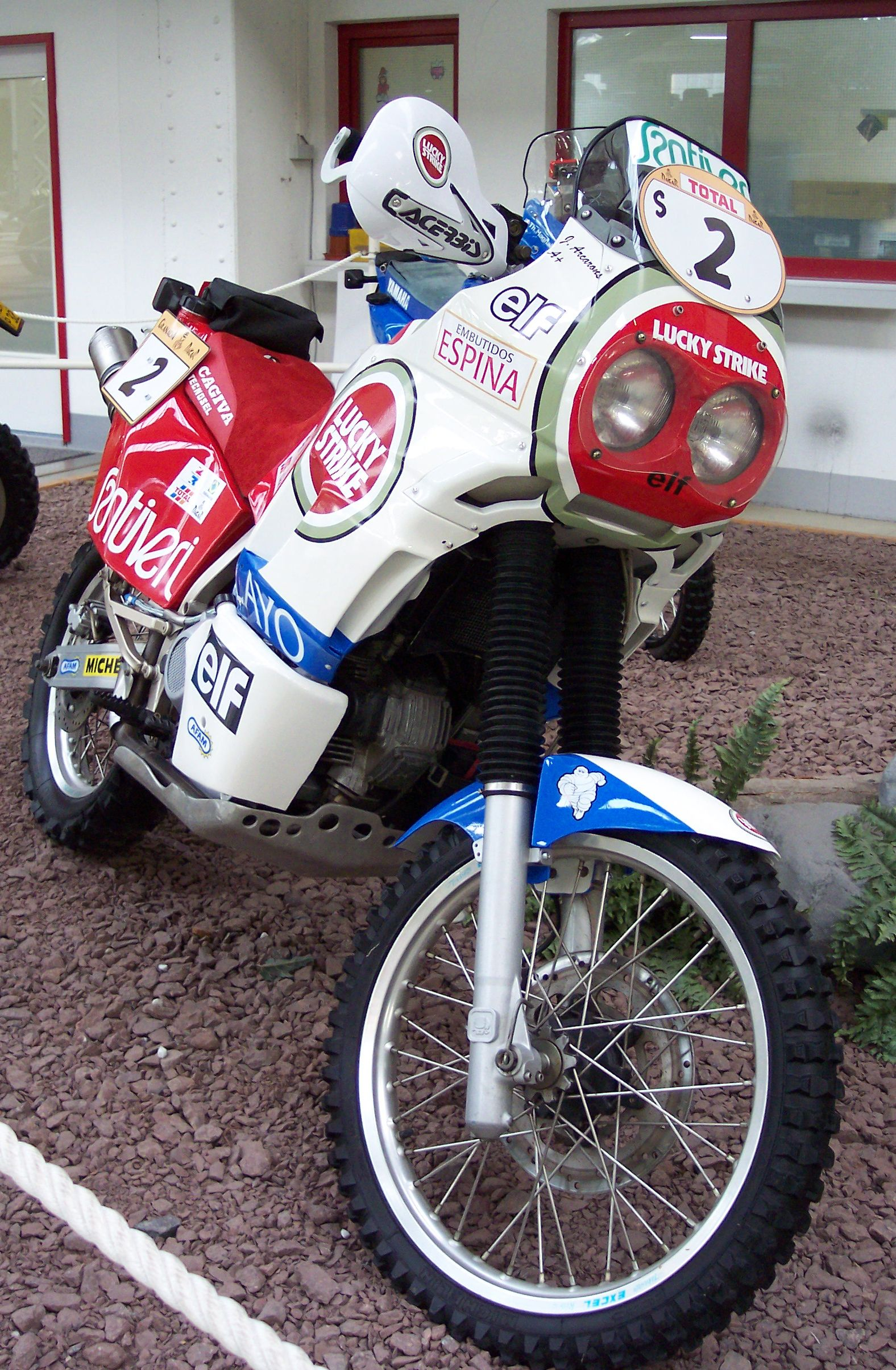
Cagiva Elefant 900 a.c. Marathon

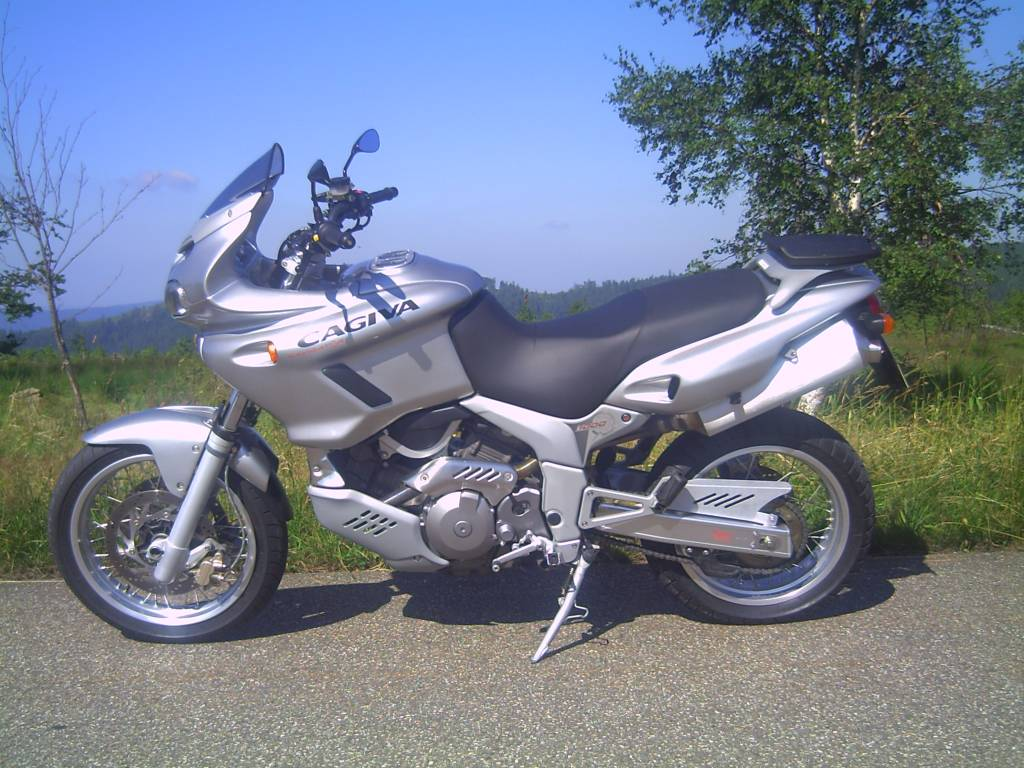
Cagiva Navigator

Cagiva ist eine Motorradmarke aus Italien, die 1978 von den Brüdern Gianfranco und Claudio Castiglioni gegründet wurde, nachdem die Familie die ehemaligen Produktionsstätten von Aermacchi-Harley-Davidson in Varese von AMF-Harley-Davidson  übernommen hatte. Der Name des Unternehmens wurde als Akronym aus dem Namen des Vaters der Castiglioni-Brüder und des Firmensitzes gebildet, Castiglioni Giovanni Varese. Zum 1. Januar 2025 waren in Deutschland 4532 Cagiva-Krafträder zum Straßenverkehr zugelassen, was einem Anteil von 0,1 Prozent entspricht.

## Geschichte
Cagiva stellte zunächst die von Aermacchi-Harley-Davidson gebauten kleinen Zweitaktmotorräder weiter her. Später arbeitete man zudem an Eigenentwicklungen mit eigenem Design, deren Motorentechnik von Ducati stammte. 1985 wurde von dem staatlichen VM-Konzern die Firma Ducati übernommen, die in eine wirtschaftlich Krise geraten war und als Motorradhersteller nur noch eine geringe Rolle spielte. Ducati sollte ursprünglich lediglich als Motorenlieferant dienen, später aber profitierten beide Firmen von diesem Zusammenschluss. Der Absatz von Motorrädern beider Firmen konnte von knapp 8.000 Einheiten 1980 auf über 50.000 Einheiten 1985 gesteigert werden.
Erste gemeinsame Projekte waren 1984 die Cagiva Elefant 650 und die Cagiva Alazzurra 650, jeweils mit Ducati-Motoren. Während die Alazzurra noch auf den Spuren von Aermacchi eine Straßenmaschine war, stand die Elefant, die es später auch mit anderen Hubraumgrößen und in Weiterentwicklungen bis 1995 gab, als Großenduro da, durchaus mit dem Anspruch ins Gelände geführt zu werden. Höhepunkte im Rennsport werden Anfang der 1990er Jahre, als die Elefant 900 Lucky Explorer mehrfach Erfolge bei der Rallye Paris-Dakar feiern konnte. Aber auch auf der Rennstrecke war Cagiva nicht erfolglos. 1995 verabschiedete sich Cagiva auch aus der Moto-GP, nachdem sie in dem Jahr immerhin den dritten Platz erreichten.
1987 fand auch die Motorradsparte des schwedischen Motorenherstellers Husqvarna ihr neues Zuhause in der Castiglioni-Gruppe in Varese und unterstreicht damit die Ambitionen von Cagiva im Enduro-Sport erfolgreich zu sein. 1986 wurde ebenfalls die Marke Moto Morini von den Castiglionis übernommen, um damit den Markt der Chopper und Tourer abzudecken. Ohne Erfolg, die Produktion von Moto Morini wurde 1991 eingestellt und die Marke verschwand vom Markt. Die Rechte an dem Markennamen wurde 1999 an die Firma Motori Franco Morini weiterverkauft, welche die Produktion wiederaufnahm. 
1991 wollte Cagiva 26 Prozent an der deutschen, unter Treuhandverwaltung stehenden MZ GmbH erwerben. Das Geschäft kam jedoch nicht zustande.
1992 kaufte Cagiva die Namensrechte an MV Agusta, deren Motorradsparte kurz zuvor eingestellt wurde. Die Marke sollte Ende der 1990er Jahre ein großes Comeback haben. Cagiva betrieb ebenfalls ein Joint-Venture-Unternehmen mit der tschechischen Firma Česká zbrojovka, welche bis dahin ebenfalls in Enduro- und anderen Wettbewerben sehr erfolgreich war. 1997 ließ sie jedoch die Motorradherstellung dieser bekannten Marke einstellen.
Ende der 1990er Jahre geriet Cagiva in wirtschaftliche Schwierigkeiten, die Marke Ducati musste abgegeben werden. Damit gab es Probleme mit der Motorenversorgung und es mussten Alternativen gefunden werden, die in einer Kooperation mit Suzuki gefunden wurden. Die MV Agusta Holding, die neben Cagiva auch die Marke MV Agusta hält, ist seit Ende 2004 nur noch zu 37,25 % in Besitz von Familie Castiglioni, weiterhin zu 57,75 % beim asiatischen Automobilhersteller Proton. 2 % hält Massimo Tamburini (ebenfalls beteiligt an Bimota) und 3 % der Husqvarna-Konzern, der mittlerweile zu Electrolux gehört. Die zugehörige Kapitalerhöhung in Höhe von 70 Millionen Euro soll die Zukunft der Marke Cagiva sicherstellen.
Im März 2006 wurde eine Akquisition der Mehrheitsbeteiligung an der MV Agusta Motor SpA durchgeführt. Das Grundkapital um 15 Millionen erhöht. Die Investitionsgesellschaft GEVI SpA aus Genua hat das Aktienpaket der Mehrheitsbeteiligung an der MV Agusta Motor SpA von der malaiischen Gruppe Proton akquiriert. Die diesbezügliche Vereinbarung wurde am 1. März 2006 in Varese unterzeichnet und führte unter anderem zu einer Zufuhr neuer Finanzmittel in Höhe von 15 Millionen Euro und somit zu einer Erhöhung des Grundkapitals der Gesellschaft auf 72 Millionen Euro. Mit dieser Umschichtung hält die GEVI nun 65 % des gesamten Grundkapitals. Dank dieser – mit Unterstützung der Banken ermöglichten – Transaktion verfügt die Gruppe MV Agusta nun über weiteres Entwicklungspotenzial für das Unternehmen, das bereits im Jahr 2005 ein Wachstum der Erträge in Höhe von ca. 20 % verzeichnen konnte. 
Im Januar 2007, nach nur gut einem Jahr verabschiedet sich der malaysische Autobauer Proton wieder aus der Motorradszene und gibt seinen Anteil an der italienischen Traditionsmarke MV Agusta an die italienische GEVI S.p.A. für einen Euro ab. Proton hatte Ende 2003 für rund 70 Millionen Euro 57,75 Prozent an MV mit den weiteren Marken Husqvarna und Cagiva erworben, war im Lauf des Jahres 2004 jedoch selbst tief in die Krise geraten: Weil Malaysia sich auch für ausländische Autohersteller öffnete, sank der Marktanteil des halbstaatlichen Konzerns dort auf nur noch 30 Prozent. Das hatte einen Wechsel des kompletten Managements zur Folge; die neuen Bosse änderten die Strategie und stellten als Erstes die europäischen Beteiligungen von Proton in Frage, zu denen MV Agusta gehört. Die GEVI wird die Schulden von MV Agusta im Umfang von 106,94 Mio. Euro übernehmen. Des Weiteren wird der Käufer das benötigte Arbeitskapital von 32,5 Mio. Euro tragen, so Proton in einem Statement.
2007 übernahm BMW das Tochterunternehmen Husqvarna Motorcycles. 2008 wurde die MV-Agusta-Gruppe mit den Marken MV Agusta und Cagiva von Harley-Davidson übernommen. Claudio Castiglioni kaufte die Firma im Sommer 2010 zum bereits zweiten Mal um einen symbolischen Euro zurück, nachdem der US-amerikanische Hersteller Harley-Davidson selbst in wirtschaftliche Schwierigkeiten geraten war.
Castiglioni starb am 17. August 2011 im Alter von 64 Jahren an Krebs, die Führung der MV-Agusta-Gruppe hatte er zu diesem Zeitpunkt bereits an seinen Sohn Giovanni übertragen. Im November 2021 erlag Giancarlo Castiglioni einer Tumorerkrankung.

## Modelle

### Sportler
- Mito 125 (1989–2011)
- Freccia C9
- Freccia C10
- Freccia C12
- S2 / Aletta Oro 125
- N1 / Planet 125

### Sporttourer/Allrounder
- Blues 125
- SST 125/250/350
- Roadster 125/250
- Raptor 125

#### Einzylinder
- River 500
- River 600

### V2-Motor
- Alazzurra 350 (1985)
- Alazzurra 400 (1986)
- Alazzurra 650 (1985–1986)

- V2-Motor von Suzuki SV650, 645 cm³, 54 kW bei 9000 min−1
  - Raptor 650 (2001–2007) → Raptor 650 i.e.
  - V-Raptor 650 (2001–2004)
- V2-Motor von Suzuki TL1000, 998 cm³, 83 kW bei 8500 min−1
  - Raptor 1000 (2000–2005)
  - V-Raptor 1000 (2000–2004)
  - Xtra-Raptor 1000 (2002–2005)

### Enduros/Reiseenduros

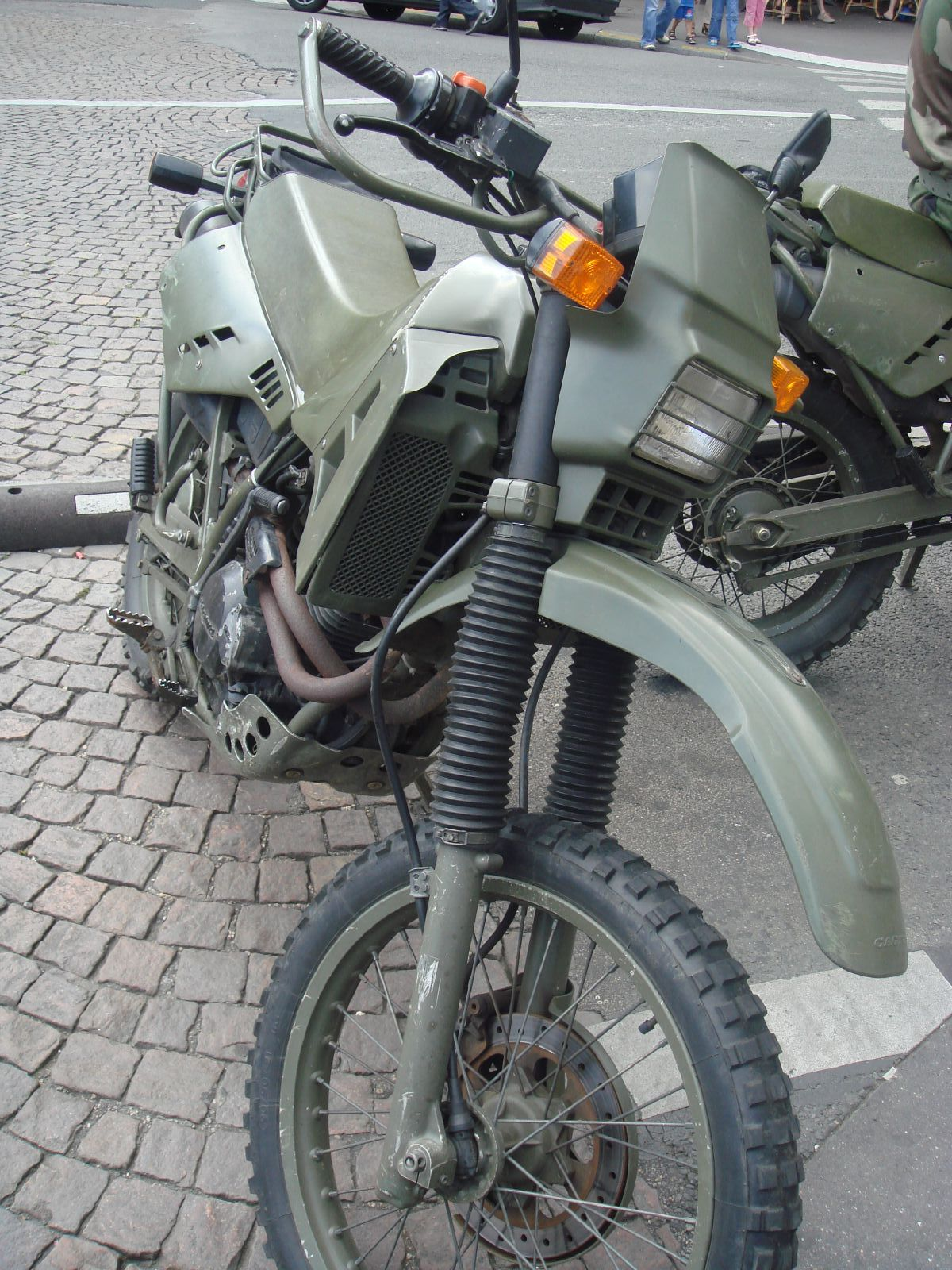
T4 der französischen Armee

#### Einzylinder-Motoren
- SXT (125, 175, 250 und 350 cm³, 1975–1984)
- Tamanaco 125
- Aletta Rossa (125, 250 und 350 cm³)
- T4 350
- T4 500E
- Elefant 125 (1983–1986)
- Elefant 200
- Canyon 500 (Einzylinder, 498 cm³, 29 kW bei 6500 min−1, auch mit 25 kW erhältlich gewesen)
- Canyon 600

#### V2-Motoren
- - Elefant 350 (1985–1988)
  - Elefant 400 (1985–1988)
  - Elefant 650 (1985–1988)
  - Elefant 750 (1987–1990) → Elefant 750 a.c. (1994–1996)
  - Cagiva Azzalin Elefant 900 Paris Dakar → Elefant 900 i.e. Lucky Explorer (1990–1991) → Elefant 900 i.e. GT (1991–1992) → Elefant 900 a.c. (1993–1996)
  - Gran Canyon 900 (1998–2000)

- V2-Motor von Suzuki TL1000, 998 cm³, 73 kW bei 8500 min−1
  - Navigator 1000 (2000–2006)

### Supermoto
- Super City 125
- Super City 70
- Super City 50

### Motocross
- W4 / 50 cm³ (Zweitakt) luftgekühlt
- W8 / 125 cm³ (Zweitakt) wassergekühlt
- W8 FA / 125 cm³ (Zweitakt) luftgekühlt
- W12 / 350 cm³ (Viertakt)
- W16 / 600 cm³ (Viertakt)
- WMX 125
- WMX 250
- WMX 200 ATV

## Designstudien
- Mito 500
- Raptor X3

## Mini Moke

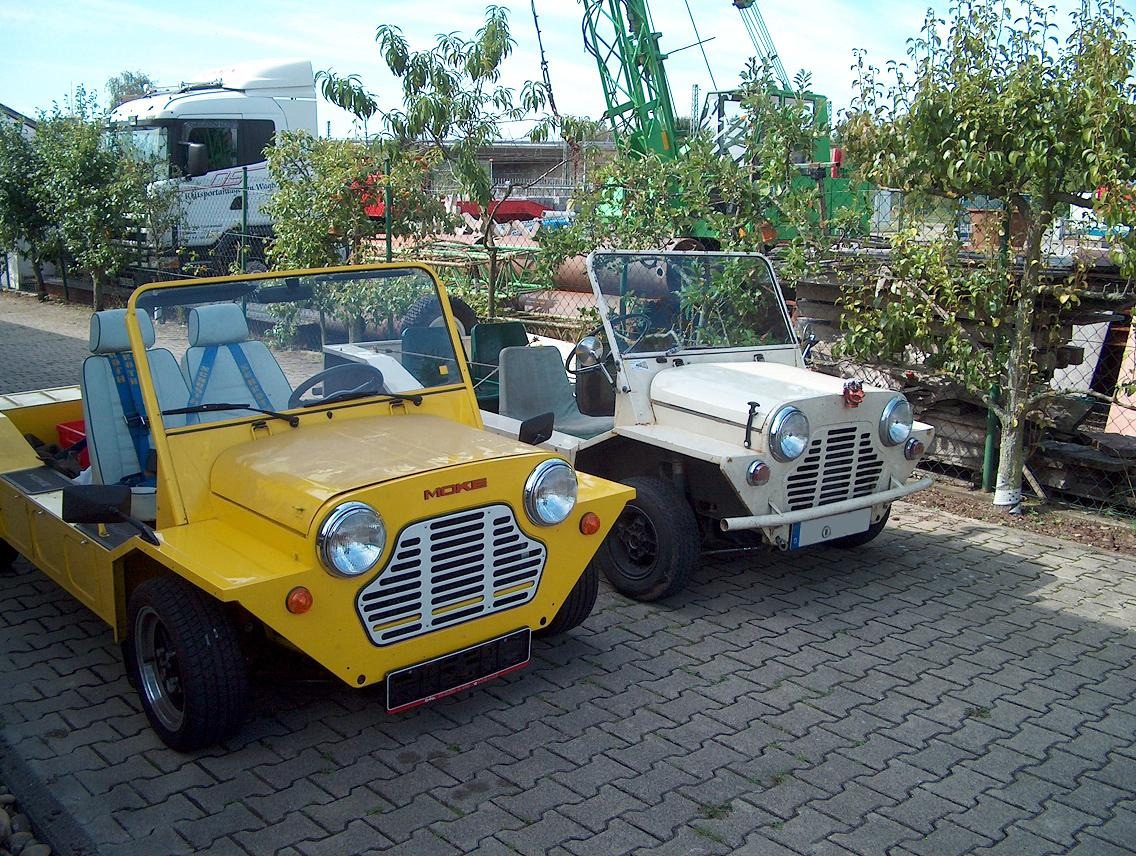
Einer der letzten Cagiva Mokes von 1993 und ein Morris Mini Moke von 1967

Cagiva kaufte 1990 von der MG Rover Group die Fertigungsrechte für den Mini Moke, um ihn in Portugal von 1990 bis 1993 herzustellen. Die Maschinen wurden nach Bologna (Italien) gebracht; geplant war dort 1995 die Produktion wieder aufzunehmen, was allerdings nie geschah.